# Heteromysoides longiseta
Heteromysoides longiseta är en kräftdjursart som beskrevs av Mihai Bacescu 1983. Heteromysoides longiseta ingår i släktet Heteromysoides och familjen Mysidae. Inga underarter finns listade i Catalogue of Life.